# Peperomia serpens
Espèce
Peperomia serpens est une espèce de plantes de la famille des Pipéracées originaire d'Amérique du Sud.